# Jean de Würzburg
Jean de Wurtzbourg est un pèlerin, probablement prêtre, né en Allemagne avant 1145. Clerc à Wurtzbourg, il laissa une description de son voyage en Terre sainte entre 1160 et 1170. Rédigée en latin, elle est appelée Descriptio Terrae Sanctae.
Il visita notamment l'esplanade du Temple, et d'autres lieux sacrés et profanes, avant de se rendre au Saint-Sépulcre.
Un des intérêts de son ouvrage est d'être rédigé à la première personne, et d'être précédé d'une dédicace, deux caractéristiques rares dans ce type de documents à cette époque. Cette dédicace était destinée à un ami resté en Allemagne, peut-être Dietrich von Homburg.

## Liens
- Notice dans un dictionnaire ou une encyclopédie généraliste :   - Deutsche Biographie
- Notices d'autorité :   - VIAF
  - ISNI
  - BnF (données)
  - IdRef
  - LCCN
  - GND
  - Pologne
  - NUKAT
  - Vatican
  - WorldCat